# Natuurpark Arribes del Duero

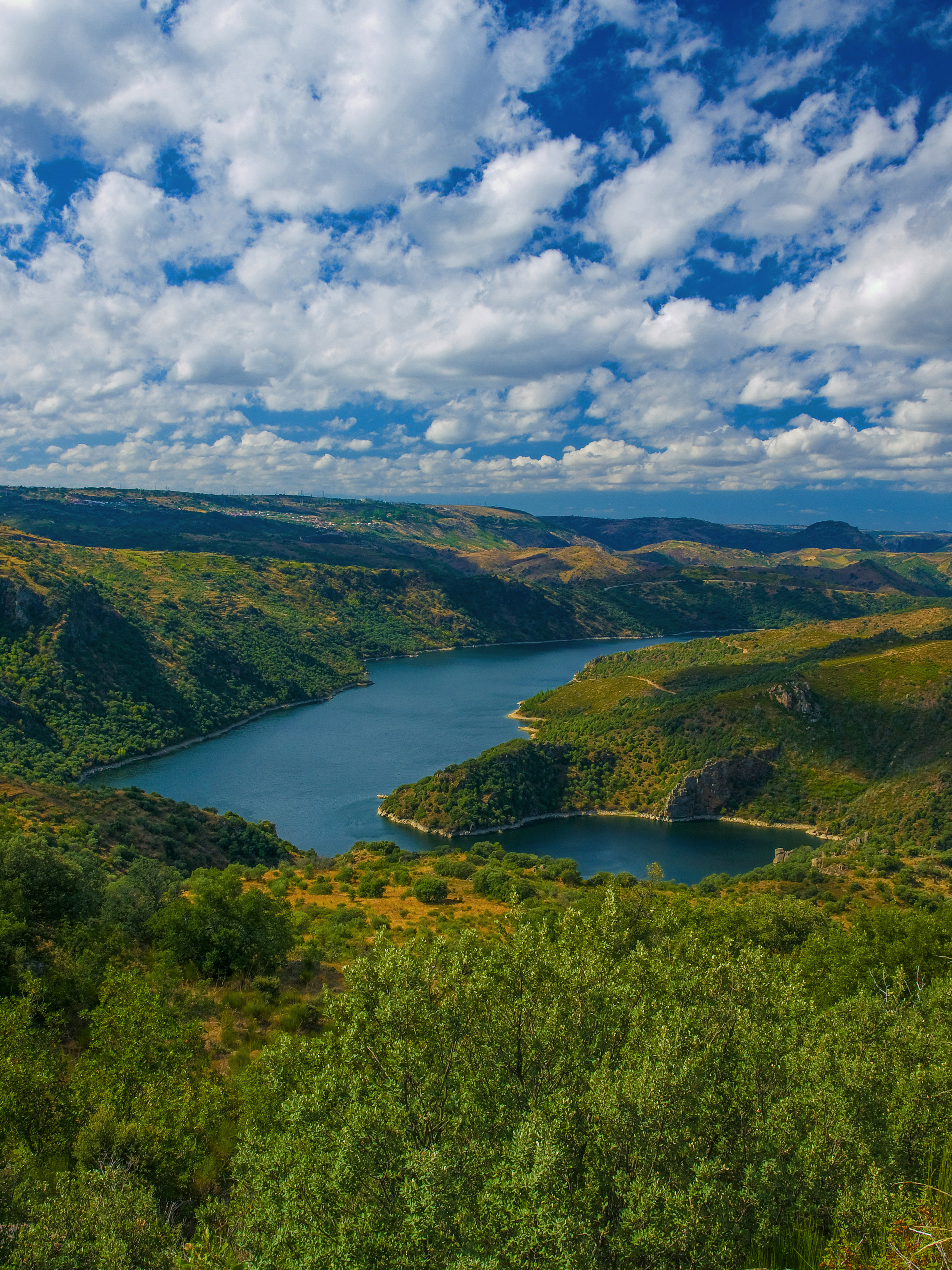

Het Natuurpark Arribes del Duero (Spaans: Parque natural de los Arribes del Duero) is een natuurpark in Castilië en León in Spanje. Het natuurpark werd opgericht in 2001 en is 106105 hectare groot. Het natuurpark omvat het kloofdal van de Douro en grenst aan het Portugese natuurpark Internationaal Natuurpark van de Douro.